# Prowincja Potenza
Prowincja Potenza (wł. Provincia di Potenza) – prowincja we Włoszech. 
Nadrzędną jednostką podziału administracyjnego jest region (tu: Basilicata), a podrzędną jest gmina.
Liczba gmin w prowincji: 100.